# 長吏 (社寺の長官)
長吏（ちょうり）は、元は中国における官名であったが、日本では僧職に用い、座主、別当、検校の異称として寺院の長官たる僧侶に用いられる。
寺院においては三井寺園城寺、勧修寺、延暦寺楞厳院の長吏が著名であるほか、神社においても、近代以前の神仏習合時代において、祇園社（八坂神社）や白山比咩神社（白山権現）の長官としての長吏職があった。

## 園城寺長吏
園城寺の長たる僧を園城寺長吏といい、あるいは三井長吏ともいう。貞観元年(859年)に天台寺門宗の宗祖である円珍が三井寺別当に補任されたのに始まる。
その後は、三井寺の三門跡である円満院門跡、実相院門跡、常住院門跡の皇族をはじめとする門主から補任された。
しかし、江戸時代には、これら三門跡に代わり、聖護院門跡が最も多く園城寺長吏を輩出するようになる。
「続群書類従」補任部に掲載の「園城寺長吏次第」（鎌倉時代）には、園城寺の歴代の長吏について、補任月日などが記載されている。
現在では宗教法人園城寺の代表役員をもって終身任期の長吏とし、信徒総代と僧侶による総代会で選出されており、2020年10月、第164代長吏として福家俊彦氏が選任された。
参考例として、江戸時代に聖護院門跡から園城寺長吏となった者は以下の通り。
- 道晃親王　後陽成天皇皇子。慶長17年3月8日生。延宝7年6月18日薨。
- 道寛親王　後水尾天皇皇子。正保4年4月28日生、延宝4年3月8日薨。
- 道祐親王　後西天皇皇子。寛文10年9月27日生、元禄3年12月18日薨。
- 道尊親王　後西天皇皇子。延宝3年12月12日生、宝永2年9月28日薨。
- 道承親王　伏見宮邦永親王の子。東山天皇猶子。元禄8年正月13日生、正徳4年7月9日薨。
- 忠誉親王　中御門天皇皇子。享保7年11月5日生、天明8年4月11日薨
- 増賞親王　有栖川宮職仁親王の子。享保19年4月13日生、明和7年閏6月25日薨。

## 勧修寺長吏
勧修寺長吏は、別当とも称し、寛胤親王（後伏見天皇皇子）が第15世長吏に任ぜられてから、幕末の32世長吏、済範（山階宮晃親王）まで、代々親王をもって長吏とした。
済範入道親王も伏見宮の出身であったが、還俗して山階宮家を創設し、山階宮晃親王となった（詳細は、山階宮の項参照）。
現在も、山階宮家出身の元皇族である筑波藤麿（侯爵）の子、筑波常遍が第45代長吏を務める。
その歴代については、「続群書類従」所収の「勧修寺長吏次第」に、初代から第30代長吏である尊孝親王（伏見宮家・後伏見天皇十五世皇孫）までが記載されている。
参考例として、江戸時代に勧修寺長吏となった皇族は以下のとおり。
- 済深　霊元天皇皇子。寛文11年8月16日生、元禄14年12月2日薨。
- 尊孝　伏見宮邦永親王皇子、霊元天皇猶子。元禄14年12月29日生。延享5年2月18日薨。
- 寛宝　伏見宮貞建親王皇子、桜町天皇猶子。のちに還俗し、伏見宮邦頼親王となる。享保18年10月28日生、享和2年9月8日薨。
- 済範　伏見宮邦家親王第一皇子。幕末に還俗し、山階宮晃親王となる。文化13年9月2日生、明治31年2月17日薨。

## 楞厳院長吏
延暦寺の三塔のひとつ、横川の中堂である楞厳院は、その長たる僧侶をもって長吏と称した。また、楞厳院長吏は別名を検校とも称した。

## 祇園社長吏
京都の大社である祇園社（八坂神社）においても、神仏習合時代には古くから長吏職が存在していた。
南北朝期の祇園内部における職階としては、長吏をもって筆頭とし、ついで社務執行、大別当、とする社内序列が存在しており、紀氏一族が長吏職に任ぜられた。

## 白山比咩神社
加賀国一宮であり全国に2,000社以上ある白山神社の総本社である白山比咩神社においても、その神仏習合時代には神宮寺である白山寺の長たる僧を長吏と称した。
長吏は藤原氏の末裔が就任し、幕末まで「白山本宮長吏」は白山本宮と白山寺を統括し、かつ「白山七社惣長吏」を兼帯した。惣長吏は僧名に「澄」の通字を用いて真弟（実子）相続の結縁的な世襲制であった。（詳細は、白山比咩神社の項参照）